# Viktor Wagner
Viktor Vladimirovich Wagner, también Vagner (en ruso: Виктор Владимирович Вагнер) (4 de noviembre de 1908 - 15 de agosto de 1981) fue un matemático ruso, conocido sobre todo por sus trabajos sobre geometría diferencial y semigrupos.

## Biografía
Wagner nació en Saratov y estudió en la Universidad Estatal de Moscú, donde Veniamin Kagan fue su consejero. Fue el primer catedrático de geometría de la Universidad Estatal de Saratov. Recibió la Medalla Lobachevsky en 1937.
También fue condecorado con la Orden de Lenin, la Orden de la Bandera Roja y el título de Científico de Honor de la RSFSR. Además, se le concedió el más raro de los privilegios en la URSS: permiso para viajar al extranjero".
A Wagner se le atribuye la observación de que la colección de transformaciones parciales sobre un conjunto X forma un semigrupo {{mathcal {PT}}_{X}} {{mathcal {PT}}_{X}} que es un subsemigrupo del semigrupo {{mathcal {B}}  {{mathcal {B}}_{X}} de relaciones binarias sobre el mismo conjunto X, donde la operación del semigrupo es la composición de relaciones. "Esta simple observación unificadora, que no deja de ser un importante obstáculo psicológico, es atribuida por Schein (1986) a V.V. Wagner".